# Miss Fury
Miss Fury es una superheroína ficticia de la Edad de Oro de los cómics. Apareció por primera vez como The Black Fury el 6 de abril de 1941, en una tira cómica dominical distribuida por Bell Syndicate y creada por la artista June Tarpé Mills (bajo el nombre de Tarpé Mills). La tira fue retitulada Miss Fury en noviembre de 1941.

## Descripción general
La verdadera identidad del personaje es la adinerada socialité Marla Drake. No tiene superpoderes innatos, pero gana mayor fuerza y velocidad cuando se pone un traje de gato ajustado especial para luchar contra el crimen. La piel de pantera le fue legada por su tío, quien dijo que era utilizada por un brujo africano en ceremonias vudú.
Miss Fury combate a varios villanos recurrentes, entre ellos el científico loco Diman Saraf y los agentes nazis Baronesa Erica von Kampf y el general Bruno. Drake también estuvo involucrada en un triángulo amoroso con su ex prometido, Gary Hale, y el detective Dan Carey. Marla es una figura complicada y no parece gustarle ser una superheroína, ya que le molesta la necesidad de una identidad secreta y el peligro que ello representa. A veces la acompaña un brasileño albino llamado Albino Joe.
Aunque Miss Fury era popular, los trajes reveladores que usaban los personajes femeninos provocaron cierta controversia en ese momento. Cuando en 1947 se dibujó a Marla Drake luciendo un bikini, 37 periódicos abandonaron la tira como respuesta. La tira de Miss Fury se publicó hasta 1952.
Marvel Comics (entonces conocida como Timely Comics) reimprimió sus tiras dominicales en formato de cómic desde 1942 hasta 1946 en ocho números publicados desde el invierno de 1942 hasta el invierno de 1945.
En 1979, Archival Press reeditó sus primeras aventuras en formato de novela gráfica, con una nueva portada de Mills.
En 2011, "The Library of American Comics" de IDW publicó una colección de tiras que abarcaban el período 1944-1949 y también publicó otro volumen que contenía las tiras de Miss Fury de 1941-1944 en 2013.

## Otras apariciones
Miss Fury de Tarpé Mills fue revivida en una miniserie de cuatro números publicada en 1991 por Adventure Comics (un sello de Malibu Comics). En esa serie, Marlene Hale se pone un disfraz de gato del ático de su familia como disfraz de Halloween solo para terminar rescatando a una niña de trece años que está siendo atacada por un traficante de drogas, después de lo cual su abuelo Dan Carey revela que ella es la nieta de la Miss Fury original. Aparece una versión de Miss Fury con capa, piernas desnudas y portando un arma, llamándose "Black Fury", extorsionando a traficantes de drogas y cometiendo asesinatos. Al mismo tiempo, la tía de Marlene, Stephanie (hija de Erika von Kampf y Dan Carey) también adopta una versión del personaje de Miss Fury que viste una chaqueta. Marlene y su abuelo sospechan independientemente que Stephanie es Black Fury, mientras que Stephanie sospecha lo mismo de Marlene, y una batalla entre las dos termina cuando ambas caen en un tanque de productos químicos. En otra noche, Marlene derrota a Stephanie, quien le concede el manto de Miss Fury a Marlene, y se dan cuenta de que Black Fury debe ser una tercera persona. Como la verdadera Miss Fury, Marlene rastrea y derrota a Black Fury, quien se revela como el traficante de drogas contra el que Marlene luchó originalmente.
Esta versión de Miss Fury, ahora con mayor fuerza y agresividad al caer en el tanque de químicos, regresaría en los números 10 al 12 de la serie Protectors de Malibu Comics. Black Fury, de quien Marlene nuevamente sospecha que es una versión químicamente mejorada de su tía Stephanie, ha secuestrado al nieto del presidente Brian O'Brien (el ex Reloj). Miss Fury ayuda a los Protectores a rescatar al nieto, pero Black Fury se escapa. Miss Fury continuaría apareciendo en las páginas de The Protectors hasta que la serie terminó con el número 20 en 1994.
La Miss Fury original también tuvo una breve reaparición en 2008 cuando Marvel Comics publicó el primer número de la serie The Twelve. Fue representada como parte de un ejército de héroes disfrazados de la década de 1940 que asaltaron el Berlín de la Alemania nazi, durante los últimos días de la Segunda Guerra Mundial.
En noviembre de 2012, la Miss Fury de la Edad de Oro apareció en la miniserie de ocho números de Dynamite Entertainment Masks, donde se unió a otros héroes de cómics y revistas pulp (incluidos El Zorro, La Sombra y Green Hornet) para combatir al villano "Party of Justice". En abril de 2013, Dynamite comenzó a publicar una serie de cómics con una versión actualizada de la Miss Fury de la Edad de Oro, que se publicó durante once números hasta 2014, recopilados como Miss Fury: Anger is an Energy y Miss Fury: Walk Through the Valley. Durante el mismo período, apareció junto a Sparrow (La The Shadow) en la miniserie de cinco números Noir, recopilada en Noir: The Mohawk Templar. En 2015, reapareció en Swords of Sorrow: Miss Fury & Lady Rawhide, la miniserie de seis números de Swords of Sorrow, así como en la secuela de seis números, Masks 2. Un segundo volumen de la serie Miss Fury, recopilado como Miss Fury: The Minor Key, se publicó durante seis números en 2016. En 2018 se anunció un tercer volumen de tres números titulado Miss Fury: Joy Division para su lanzamiento en octubre, pero se retrasó nuevamente a favor de un lanzamiento el 15 de septiembre de 2019, antes de anunciarse finalmente para un lanzamiento a principios de 2021 como un libro de bolsillo comercial luego de una exitosa campaña en Indiegogo. El nuevo volumen fue escrito y dibujado por Billy Tucci y Maria Laura Sanapo.
También aparece en Die!namite (2020-2021) como una mujer mayor en un hogar de retiro moderno, que se ve impulsada por un brote de zombis a volver a ponerse su disfraz.
Ella y Green Hornet formaron equipo en un cómic de los escritores Alex Segura, Henry Barajas y el artista Federico Sorressa.